# ぼくの夢わたしの未来
『ぼくの夢わたしの未来』（ぼくのゆめわたしのみらい）は、2009年4月1日から北陸放送（MROラジオ）で放送されているラジオ番組。
2012年3月30日までは北陸電力の一社提供で、『ほくでん ぼくの夢わたしの未来』として放送していた。

## 番組概要
2009年3月31日で終了した『ウェザー歳時記』の後継番組で、石川県内の小学生が書いた作文を朗読する番組である。番組では、小学生が将来なりたい職業や将来の目標を「ゆめ作文」として紹介。毎週、石川県内の小学校を1校紹介する。なお、この番組より録音放送の形態となった。
2011年3月11日に発生した東北地方太平洋沖地震（東日本大震災）に伴い、同年3月14日以降の放送は北陸電力の提供およびCM放送は見合わせた（この期間のCMはACジャパンに差し替え）。6月1日からは節電を呼び掛ける内容などのCM放送を再開したものの、北陸電力による番組提供は自粛される形となった。
また、番組タイトルは3月14日以降「ほくでん」の冠を取り外し『ぼくの夢わたしの未来』として放送（番組ホームページでは「ほくでん」の冠は存続）。2012年3月30日の放送をもって北陸電力による番組提供は終了し、番組タイトルから「ほくでん」の冠が正式に外された（なお、番組の前後に北陸電力のCMは放送）。

## 現在の出演者
- 竹村りゑ

## 過去の出演者
- 白崎あゆみ（2012年4月2日 - 2012年9月28日）
- 大木文香（2012年10月1日 - 2016年？）
- 西尾知亜紀（2016年？ - 2016年？）
  - 2012年3月以前は、同局のアナウンサーが交代で朗読を担当。

## 放送時間
- 月曜日 - 金曜日 17:55 - 18:00（JST）
  - 2018年4月2日からは『あなたの時間 イブニング・レディオ』に内包される形で放送されている（フロート番組）。